# يطروفة أثيوبية
يطروفة أثيوبية (الاسم العلمي:Jatropha aethiopica) هي نوع من النباتات تتبع جنس اليطروفة من الفصيلة الفربيونية.